# Enaretta paulinoi
Enaretta paulinoi là một loài bọ cánh cứng trong họ Cerambycidae.